# Chandrika Kumaratunga

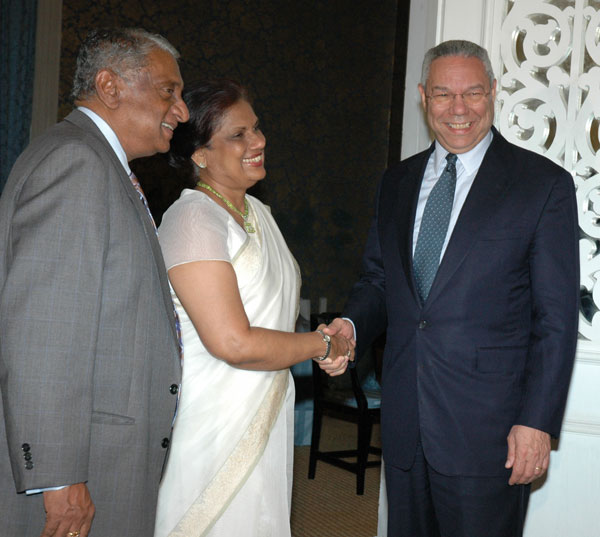
Kumaratunga med Colin Powell 2005.

Chandrika Bandaranaike Kumaratunga (uttal:kumɑ:ra'tuŋga), född 29 juni 1945 i Colombo, är en lankesisk politiker. Hon var landets premiärminister 1994. Hon var Sri Lankas femte president, från den 12 november 1994 till den 19 november 2005, och hon var landets enda kvinnliga president hittills. Chandrika Kumaratunga är dotter till två före detta premiärministrar och var ledare för Sri Lankas frihetsparti. Hennes mor, Sirimavo Bandaranaike, var dessutom världens första kvinnliga premiärminister. Chandrika Kumaratunga var själv ledare för Sri Lankas frihetsparti 1994–2005. År 2015 utsågs hon till ordförande för Office for National Unity and Reconciliation.

## Utbildning
Kumaratunga utbildades vid St Bridget's Convent, Colombo, och anmälde sig till romersk-katolska Aquinas University College i Colombo för att studera till en juridisk examen. Men 1967 lämnade hon Aquinas utan att slutföra sina juridiska studier och reste till Frankrike på stipendium från Institute of French Studies. I Frankrike tillbringade hon ett år vid Institut d'études politiques d'Aix-en-Provence efter en kurs i franska språket och kulturen. 1968 fortsatte hon med att studera vid Institut d'Etudes Politiques de Paris (Sciences Po) och tog examen i statsvetenskap 1970, därefter var hon inskriven på ett doktorandprogram i utvecklingsekonomi vid École Pratique des Hautes Études, Paris, där hon studerade från 1970 till 1973. Hon talar flytande singalesiska, engelska och franska.

## Giftermål
1978 träffade hon filmskådespelaren Vijaya Kumaratunga och hon gifte sig med honom 1978. Vijaya Kumaratunga blev snart en populär politiker och ledde vänsterpartiet Sri Lanka Mahajana Pakshaya (SLMP, Sri Lanka People's Party), som paret Kumaratunga bildade när de bröt upp från moderns Sri Lanka Freedom Party (SLFP) under sent 1970-tal. Med sin make fick Chandrika Kumaratunga en dotter, Yosodhara, och en son, Vimukthi.
Wijaya Kumaratunga mördades 1988 av en politisk motståndare.

## President
Kumaratunga blev Sri Lankas president 1994 - vid presidentvalet fick hon 62 procent av rösterna - och hon omvaldes för en andra period 2000. Hon var nära att bli dödad under den sista dagen av presidentvalskampanjen år 2000, vid en attack av en självmordsbombare tillhörande de tamilska tigrarna. Den 19 november 2005 efterträddes hon på presidentposten av Mahinda Rajapakse.
Hon är medlem av Council of Women World Leaders, ett nätverk för nuvarande och tidigare stats- och regeringschefer som verkar för ökad jämställdhet och för att stärka kvinnors roll i den politiska toppen världen över.